# شاوان-سور-ریسوز
شاوان-سور-ریسوز (به فرانسوی: Chavannes-sur-Reyssouze) یک کمون در فرانسه است که در canton of Pont-de-Vaux واقع شده‌است.

## خصوصیات
شاوان-سور-ریسوز ۱۶٫۵۵ کیلومترمربع مساحت و ۶۶۷ نفر جمعیت دارد و ۱۷۰ متر بالاتر از سطح دریا واقع شده‌است.